# عبد الوهاب الحجري
 عبد الوهاب عبد الله الحجري (1958 - ) كان سفيرا للجمهورية اليمنية في الولايات المتحدة والمكسيك لمدة خمسة عشر عاما. إنه دبلوماسي متقاعد، عمل على استعادة العلاقات اليمنية الأمريكية وبرامج المساعدات وتعزيز التعاون الأمني ودعم التنمية الاقتصادية وتشجيع الاستثمار في اليمن. 

## النشأة والتعليم
ولد عبد الوهاب الحجري في اليمن وتخرج من جامعة صنعاء قسم الشريعة. بدأ حياته المهنية أولاً في وزارة الخارجية اليمنية عام 1979 قبل أن ينتقل إلى الولايات المتحدة حيث حصل على درجة الماجستير في القانون الدولي من الجامعة الأمريكية في واشنطن عام 1986. 

## سجله الديبلوماسي
قبل أن يصبح سفيرا، تم تعيين الحجري في العام 1980 في الدائرة السياسية في صنعاء كملحق دبلوماسي. في العام 1982 عيّن ملحقا ثقافيا في السفارة اليمنية في القاهرة. ثم عيّن مرة أخرى في العام 1987 ملحقا ثقافيا في واشنطن للمرة الأولى. وفي العام 1992 عاد إلى القاهرة ليشغل منصب مستشار للسفارة اليمنية.  في 9 سبتمبر 1997، تم تعيين الحجري سفيراً لليمن لدى الولايات المتحدة. وبصفته سفيرا، شارك الحجري في التخطيط والموافقة وإطلاق وتسهيل تنفيذ برامج التنمية من مختلف الجهات المانحة. 
بعد تركه السلك الدبلوماسي، عمل الحجري في وظائف مختلفة على سبيل المثال: مستشار مع المجموعة الاستشارية العالمية بلاديوم انترناشونال، عضو في المكتب الاستشاري لمجموعة سبكتروم جروب في واشنطن العاصمة، وزميل متميّز أول للشؤون الدولية في المجلس الوطني للعلاقات الأمريكية العربية؛  بالإضافة إلى كونه عضو في مجلس إدارة المعهد الأمريكي للدراسات اليمنية، وعضو مؤسس في مجلس الحوار العربي مع أمريكا اللاتينية في جمهورية الدومينيكان. 